# Седдл-Лейк
Седдл-Лейк (англ. Saddle Lake 125) — індіанська резервація в Канаді, у провінції Альберта, у межах муніципального району Смоукі-Лейкс.

## Населення
Під час перепису 2016 року індіанці не надали Службі статистики Канади дозволу вести роботу на території резервації, тому перепис у ній не проводився.

## Клімат
Середня річна температура становить 1,6°C, середня максимальна – 21,1°C, а середня мінімальна – -22,4°C. Середня річна кількість опадів – 452 мм.
| Клімат поселення                              | Клімат поселення | Клімат поселення | Клімат поселення | Клімат поселення | Клімат поселення | Клімат поселення | Клімат поселення | Клімат поселення | Клімат поселення | Клімат поселення | Клімат поселення | Клімат поселення | Клімат поселення |
| Показник                                      | Січ.             | Лют.             | Бер.             | Квіт.            | Трав.            | Черв.            | Лип.             | Серп.            | Вер.             | Жовт.            | Лист.            | Груд.            |                  |
| Середній максимум, °C                         | −8,71            | −5,2             | 0,87             | 10,52            | 17,03            | 21,09            | 21,08            | 20,19            | 14,73            | 8,86             | −1,92            | −9,1             |                  |
| Середня температура, °C                       | −15,54           | −12,05           | −5,98            | 3,68             | 10,18            | 14,23            | 16,25            | 15,35            | 9,90             | 4,02             | −6,78            | −13,94           |                  |
| Середній мінімум, °C                          | −22,4            | −18,9            | −12,81           | −3,18            | 3,34             | 7,40             | 11,42            | 10,53            | 5,07             | −0,8             | −11,6            | −18,76           |                  |
| Норма опадів, мм                              | 22               | 13               | 19               | 28               | 47               | 77               | 85               | 60               | 43               | 19               | 19               | 20               |                  |
| Середньомісячна швидкість вітру, м/с          | 3.40             | 3.40             | 3.60             | 3.90             | 3.90             | 3.50             | 3.30             | 3.12             | 3.40             | 3.61             | 3.62             | 3.52             |                  |
| Середньомісячна сонячна радіація, кДж/м²·день | 3322             | 6939             | 12246            | 17354            | 20778            | 22070            | 22185            | 18413            | 12363            | 7280             | 3613             | 2403             |                  |
| --------------------------------------------- | ---------------- | ---------------- | ---------------- | ---------------- | ---------------- | ---------------- | ---------------- | ---------------- | ---------------- | ---------------- | ---------------- | ---------------- | ---------------- |
| Джерело:                                      |                  |                  |                  |                  |                  |                  |                  |                  |                  |                  |                  |                  |                  |